# Alaric Basson
Pour les articles homonymes, voir Basson (homonymie).
Alaric Bennedict Basson, né le 16 février 1996 à Uitenhage, est un nageur sud-africain.

## Carrière
Alaric Basson remporte la médaille de bronze du relais 4 x 100 mètres quatre nages aux Championnats d'Afrique de natation 2012 à Nairobi. Il obtient ensuite aux Jeux africains de la jeunesse de 2014 à Gaborone la médaille d'argent sur 50 mètres brasse et sur le relais 4 x 50 mètres nage libre mixte.
Aux Championnats d'Afrique de natation 2016 à Bloemfontein, il est médaillé d'or du 100 mètres brasse et des relais 4 x 100 mètres quatre nages masculin et mixte, ainsi que médaillé d'argent du 200 mètres brasse.
Il obtient quatre médailles d'argent (sur 100 mètres brasse, et aux relais 4 x 100 mètres nage libre, 4 x 100 mètres quatre nages et 4 x 100 mètres nage libre mixte) et trois médailles de bronze (50 et 200 mètres brasse et relais 4 x 200 mètres nage libre) aux Championnats d'Afrique de natation 2018 à Alger
Aux Jeux africains de 2019 à Casablanca, il est triple médaillé d'or, sur 100 et 200 mètres brasse ainsi que sur le relais 4 x 100 mètres quatre nages, et médaillé d'argent du relais 4 x 200 mètres nage libre.

## Famille
Il est le frère jumeau du nageur Alard Basson .